# Vlajkovci
Vlajkovci (Servisch cyrillisch Влајковци) is een plaats in de Servische gemeente Brus. De plaats telt 437 inwoners (2002).